# 托勒密十世
托勒密十世·亞歷山大一世，（Ptolemaĩos Aléxandros，约前140/139年—前88年或前87年），在前114年到前107是托勒密王朝賽普勒斯國王，並從前107年到前88年或前87年過世為止，為托勒密埃及国王。在統治埃及期間，他以「托勒密·愛母者·救主」（Ptolemy Philometor Soter）為正式稱號，與母親克麗奧佩脫拉三世共治，直到前101年為止。之後他與姪女貝勒尼基三世結婚，並改正式稱號為「托勒密·愛手足者」（Ptolemy Philadelphus）。托勒密這個名字是王室名，他的原名可能是亞歷山大。
托勒密十世他是托勒密八世和克麗奧佩脫拉三世的次子。當父王托勒密八世於前116年駕崩後，長兄托勒密九世繼位，成為克麗奧佩脫拉三世的共治王，而自己成為賽普勒斯總督，然而前114年或前113年時，他自立為國王，克麗奧佩脫拉三世也在前107年驅逐托勒密九世，讓他返回埃及，立托勒密十世為埃及國王一同共治。
在托勒密十世統治埃及期間致力對抗自己的兄長托勒密九世，防止他返回埃及奪回王位，在前103年至前102年權杖戰爭（War of the Scepters）期間，托勒密十世與克麗奧佩脫拉三世一同在哈斯蒙尼王國境內對抗托勒密九世，托勒密十世成功防止兄長入侵埃及。前101年，托勒密十世謀殺了自己母親，並娶自己姪女貝勒尼基三世，立她為自己共治女王。在前91年埃及南部爆發叛亂，托勒密埃及政府失去這些地區控制。前88年，首都亞歷山卓公民驅逐托勒密十世出境，並召回托勒密九世復位為王，托勒密十世向羅馬共和國請援，並試圖入侵賽普勒斯島來奪回王位，但自己被殺。

## 背景和生涯早期

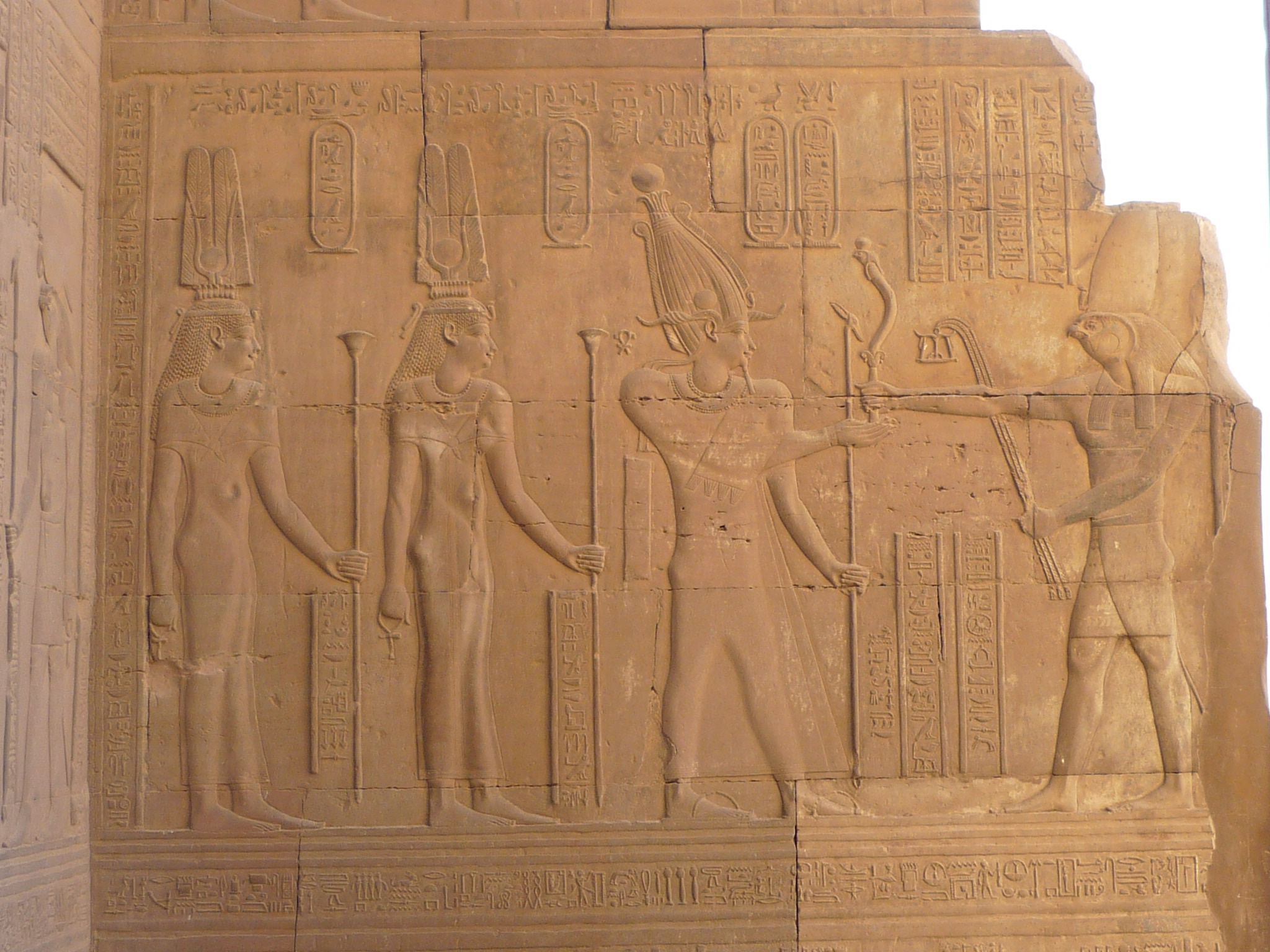
考姆翁布的浮雕牆上，刻著其父母托勒密八世和克麗奧佩脫拉三世在荷魯斯神前的場景。

托勒密十世原來的名字可能是叫「亞歷山大」，是托勒密王室成員之一，在一些古代史料中托勒密十世被稱為「托勒密·亞歷山大」，但這個稱呼從未在官方莎草紙的文書上出現，很有可能「亞歷山大」是他的原名。當他的祖父托勒密五世於前180年過世時，他留下三個孩子托勒密六世、和女兒克麗奧佩脫拉二世、托勒密八世，這三人後來都成為君王進行共治，三元共治從前169年直到前164年托勒密八世驅逐兄長六世為止。很快的在隔年前163年時，托勒密八世自己被驅逐，托勒密六世奪回埃及王位。托勒密八世被迫退入昔蘭尼加，該地成為他的王國。直到前145年之時，托勒密六世於敘利亞地區戰死，托勒密八世因此受國人邀請返回國內，重新登基為埃及國王，並娶姐姐兼大嫂的克麗奧佩脫拉二世為王后。托勒密八世和克麗奧佩脫拉二世之間的關係迅速惡化，尤其是在托勒密八世娶了托勒密六世和克麗奧佩脫拉二世的女兒克麗奧佩脫拉三世作為第二任王后時，雙方關係陷入冰點。這場王室衝突最中演變成內戰，一方是托勒密八世和克麗奧佩脫拉三世，另一方是克麗奧佩脫拉二世。最終由托勒密八世和克麗奧佩脫拉三世獲得這場戰爭的勝利，但最終他們雙方相互和解，在前124年克麗奧佩脫拉二世重新成為埃及的共治者。
托勒密八世與克麗奧佩脫拉三世共有兩個兒子和三個女兒，其中長子是托勒密九世，他出生於前144年或前143年左右，並在克麗奧佩脫拉二世的內戰期間，於前130年被立為王位繼承人。次子為托勒密十世，他出生在前140年左右，從他的荷魯斯名可能顯示他出生在前140—前139年期間。

## 賽普勒斯總督和賽普勒斯國王（前116年–前107年）

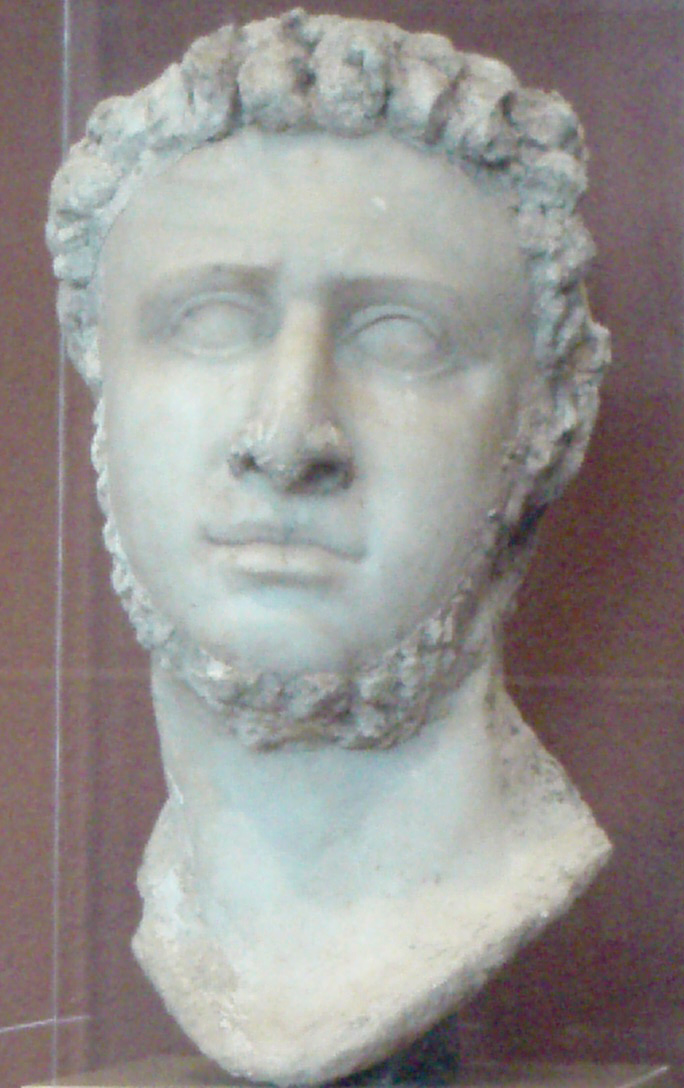
可能是托勒密九世的半身像

前116年6月28日托勒密八世駕崩，根據古羅馬歷史學家查士丁的記載，托勒密八世的遺屬中提到，讓克麗奧佩脫拉三世自由選擇托勒密九世或托勒密十世兩人之中，讓其中任一個兒子成為王位繼承者。遺屬還提到要把昔蘭尼加獨立為一個王國，分給庶子托勒密·阿皮翁為王。查士丁進一步提到，原先克麗奧佩脫拉三世是想選十世為新王，但亞歷山卓的公民們暴動起來並強迫她立托勒密九世為王。羅馬時代作家保薩尼亞斯也暗示到，在前117年時克麗奧佩脫拉三世之所以要求托勒密九世外派賽普勒斯任職，就是要讓他遠離權力核心，確保托勒密十世他可以順利繼成王位。
一些歷史學家認為這個說法具有一定可信度，然而學者克里斯·班奈特（Chris Bennett）認為這故事是偽造的，可能是克麗奧佩脫拉三世在後來杜撰出來的。學者克里斯·班奈特指出在查士丁的故事中，托勒密八世駕崩時只有克麗奧佩脫拉三世這一位共治王后在位，然而出土文獻卻表明當時另一位共治王后克麗奧佩脫拉二世直到前116年以前都還活著，因此克麗奧佩脫拉三世在當時不可能獨攬大權可以單獨由她決定新王的人選。無論如何，前116年10月起倖存的莎草紙文件中記載到克麗奧佩脫拉二世、克麗奧佩脫拉三世、托勒密九世以如此排序並列她們三人為共治王，說明最終托勒密九世被立為新王，同時，還名為「亞歷山大」的托勒密十世則是被外放到賽普勒斯島，成為當地的總督。
克麗奧佩脫拉二世在前115年4月之前某個時間去世，這讓克麗奧佩脫拉三世之後成為托勒密埃及政府的主要掌舵手，在母親的要求下，儘管托勒密九世很愛自己的妹妹兼妻子克麗奧佩脫拉四世，但被迫與她離婚。克麗奧佩脫拉四世心有不甘，她離開埃及並決定私自改嫁給她的表哥塞琉古國王安條克九世，安條克其母克麗奧佩脫拉·特婭是克麗奧佩脫拉三世的姐姐。安條克九世正與他母異父的兄長安條克八世內戰，安條克八世之前娶了克麗奧佩脫拉四世的姐姐特里菲娜。在克麗奧佩脫拉四世前去敘利亞的路上，她前去賽普勒斯島停留。為了幫助安條克九世打贏塞琉古內戰，她可能透過過往自己與托勒密九世曾在賽普勒斯島所留下的影響力，在那里徵召了一支軍隊並奪取賽普勒斯艦隊的控制權。可能在此結果下，托勒密十世於前114/113年自立為賽普勒斯國王，公開與托勒密九世作對。
前107年秋天，克麗奧佩脫拉三世和托勒密九世之間爆發了新的衝突，保薩尼亞斯聲稱克麗奧佩脫拉三世先傷了她自己的一些宦官，並將他們公開展示給外界，宣稱這是她兒子企圖暗殺她的證據，這導致首都亞歷山卓公民暴動，並將托勒密九世驅逐出城。在這同時，托勒密十世從賽普勒斯島離開，前去埃及門戶重鎮佩魯修姆，克麗奧佩脫拉三世並把托勒密十世帶回亞歷山卓，讓他成為共治者，登上埃及王位。

## 埃及國王（前107年–前88年）

### 登基

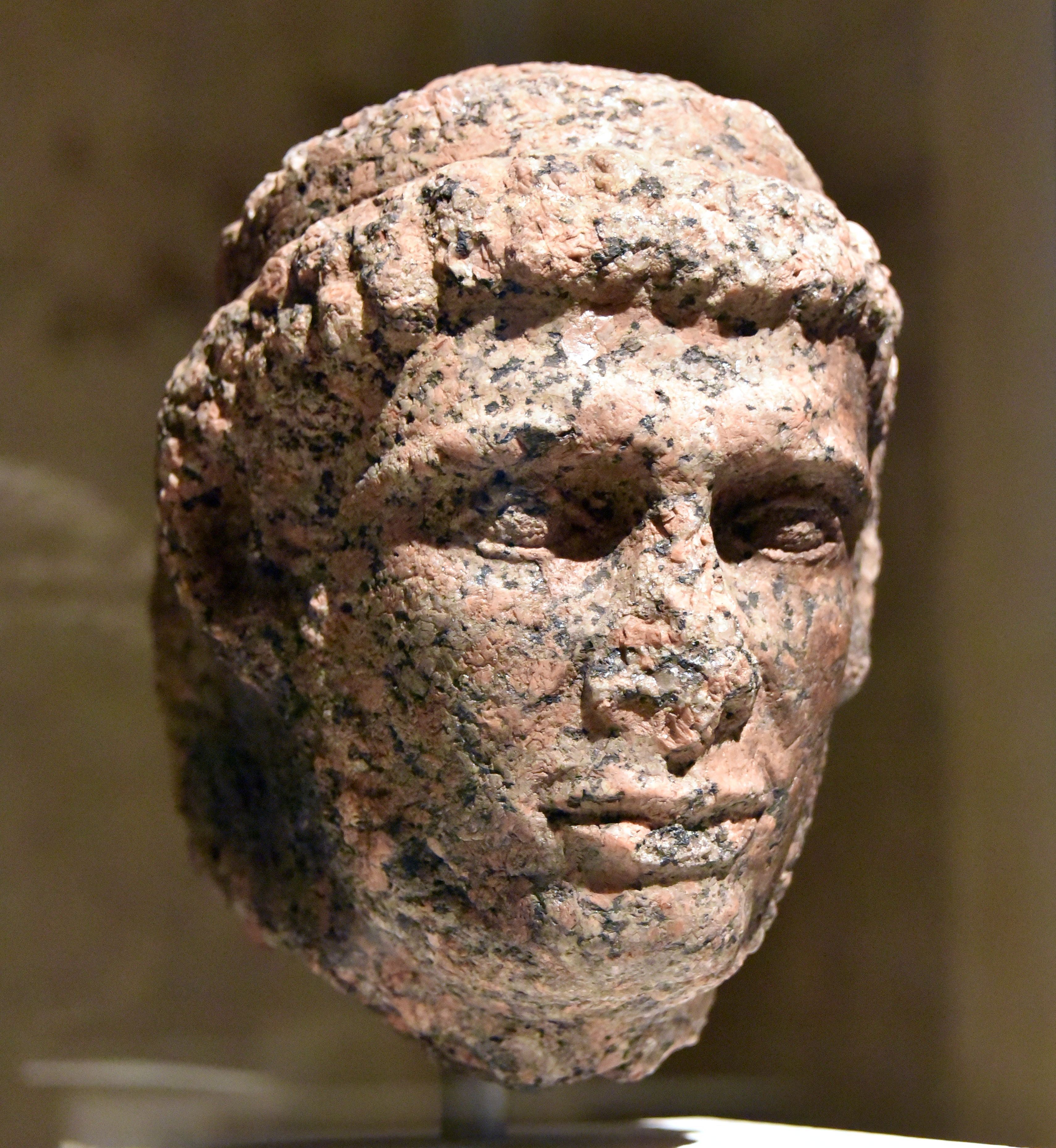
托勒密十世頭像，前二世紀托勒密埃及時期，今收藏於德國柏林新博物館

前107年9月，托勒密十世被立為新的共治王，而克麗奧佩脫拉三世似乎比托勒密九世统治时期更彻底地主導新政府，也因此托勒密十世是被母親帶來而登上王位的，他被取了一個惡名綽號「偷運者」（pareísaktos，(希臘語：παρείσακτος）。他還有另一個惡名綽號「蔻科絲之子」（ho Cocces），該綽號意義不確定，但似乎跟他的母親主導有關，然而蔻科絲是否就是指他母親克麗奧佩脫拉三世，這也不是很確定。它可能是杜鵑科鳥類（cuckoo）含意，暗示是母親帶他登上王位。另一個解釋是罵其母為「婊子」，「蔻科絲之子」即為「婊子之子」。總體来说，托勒密十世被安排擔任他哥哥以前扮演的角色，他迎娶大嫂兼妹妹的克麗奧佩脫拉·塞勒涅一世，使用跟哥哥一樣的王室崇拜稱號「愛母者·救主」（Philometor Soter），並在王朝崇拜中取代兄長的位置，托勒密十世與其母以一對「愛母的·救主神」（Theoi Philometores）信仰而被崇拜。而亞歷山大祭司這職位托勒密九世從前116年起就每年擔任，托勒密十世改在前107/106年、前106/105年這兩年接替這個職位，而在前105/104年改由克麗奧佩脫拉三世擔任女祭司。

### 權杖戰爭
托勒密九世從亞歷山大卓被驅逐出境後，逃往賽普勒斯島，然而那裡的守軍仍就效忠克麗奧佩脫拉三世和托勒密十世，也把九世逐出。九世在前106年發起另一次對賽普勒斯島的入侵，成功奪下該島。昔蘭尼加一開始則由托勒密九世掌控，但在前105年後某一段時間開始，由另一位王子托勒密·阿皮翁控制了該地區並獨立為一個王國，古羅馬歷史學家查士丁認為這塊領地是因為依據托勒密八世的遺囑而分配給托勒密·阿皮翁，但實際上不清楚這理由是真實發生的，還是事後被「創造」出來的。同樣地，也不清楚當遺囑公開時，托勒密·阿皮翁當時是站在托勒密九世或十世其中的哪一個陣營?仰或是他是屬於另一個第三勢力，他曾經留下一個遺囑，若死亡時沒有繼承人就把昔蘭尼王國轉讓給羅馬共和國。當時希臘化時代的希臘國王們為了預防自己被王位繼承對手所暗殺，為了確保對手暗殺自己後一無所獲，他們經常用遺屬的方式把王國轉給強大的羅馬人。托勒密·阿皮翁登上昔蘭尼國王不久便在前96年過世，沒有留下繼承人，王國領土由羅馬共和國繼承。
在前103年，新任哈斯蒙尼王朝國王亞歷山大·詹納烏斯率領軍隊圍攻腓尼基的托勒邁斯，這座城市向托勒密九世求援，他隨後率艦隊前去為其解圍。接著，托勒密九世繼續對哈斯蒙尼王國發動戰爭，他入侵加利利，在靠近約旦河的亞索豐（Asophon）的會戰中擊敗亞歷山大·詹納烏斯，之後肆無忌憚地掠奪了猶地亞地區。因為擔心托勒密九世透過猶地亞地區作為橋頭堡來入侵埃及，克麗奧佩脫拉三世和托勒密十世也率軍進入猶地亞和敘利亞地區與托勒密九世作戰，爆發權杖戰爭。托勒密十世從海路入侵腓尼基地區，接著繼續往內陸進軍至大馬士革，而克麗奧佩脫拉三世則是率軍圍攻腓尼基的托勒邁斯。對此，托勒密九世試圖繞過他們，直接往埃及本土進軍，但托勒密十世連忙率軍趕回來阻止他。托勒密九世只好被迫在加薩過冬，在前102年上半無奈率軍撤回賽普勒斯島。在這場戰爭期間，克麗奧佩脫拉三世和托勒密十世與塞琉古王國安條克八世結盟，當時安條克八世正與自己的兄弟安條克九世進行內戰，托勒密九世則在先前支持安條克九世的陣營。托勒密十世為了加強與安條克八世的同盟關係，他與妹妹克麗奧佩脫拉·塞勒涅一世離婚，並把妹妹嫁給安條克八世。

### 與貝勒尼基三世共治
前101年9月，克麗奧佩脫拉三世從官方文件記錄中消失，羅馬歷史學家查士丁提到托勒密十世認知到母親有意謀殺他，因而先殺了克麗奧佩脫拉三世。同年10月，托勒密十世迎娶他的姪女貝勒尼基三世，她是托勒密九世和克麗奧佩脫拉·塞勒涅一世的女兒。托勒密十世立貝勒尼基為新的共治女王，並把自己的王室崇拜稱號改為「愛手足者」（Philadelphus），與貝勒尼基一同以一對「愛手足之神」身分接受王朝崇拜信仰之中。
前91年，上埃及爆發了本土埃及人叛變，這場上埃及的叛變是前205年霍爾溫尼菲爾「大叛亂」和前131年哈西西等延續，也是這一連串叛亂之中最後的一場叛亂。對於這場叛亂的領導人是誰，或是其領導者如同前幾場一樣是否自立為法老等問題，目前都不得所知。可知叛軍再度奪下底比斯，他們不僅受到底比斯的祭司們支持，叛軍也被證實出現在莱托波里斯（Letopolis）和派西里斯（Gebelein/Pathyris）等地。這場叛亂也讓托勒密埃及再度失去南方下努比亞特拉康塔斯科諾斯的地區控制，這塊地區直到羅馬帝國時期之前都被麥羅埃王國所控制。
大約在前88年5月左右，王國首都亞歷山卓軍隊和公民轉而反對托勒密十世，並且把他從王位上驅逐，古羅馬歷史學家波菲利提到，是托勒密十世對待猶太人過於優渥，導致亞歷山卓公民被激怒。另一位古希臘歷史學家斯特拉波則是認為，托勒密十世把亞歷山大大帝的金棺融化，改用玻璃製的棺槨替代，這件事激怒亞歷山卓公民而被放逐。亞歷山卓公民接著邀請托勒密九世回國，讓他重新登上王位。而在這次事件中十世與貝勒尼基三世流亡在外，他們聚集一支艦隊試圖重新奪回王國，但在海戰上被亞歷山卓艦隊擊敗。托勒密十世接著在小亞細亞米拉重新聚集另一支軍隊，入侵了賽普勒斯島，但他在征途中被殺。
在發起最後一次軍事行動中，托勒密十世向羅馬共和國借了大量軍資，似乎寫了一份遺屬作為抵押品，上頭寫著若自己沒有繼承人就把埃及送給羅馬人。在托勒密十世死後，僅管羅馬之後並沒有依據他的遺屬採取行動，但也沒否定這份遺屬的合法性，在他之後的托勒密埃及政局，羅馬干預的可能性一直籠罩著，迫使後來的托勒密埃及統治者對羅馬人採取高度恭順的低姿態。

## 婚姻和子嗣
在公元前109 年即位後，托勒密十世可能與他的妹妹克麗奧佩脫拉·塞勒涅一世結婚，她之前曾與托勒密九世結婚。托勒密十世他們可能有一個兒子托勒密十一世，然後她於公元前 103/102年再婚給安條克八世。在謀殺了母親克麗奧佩脫拉三世之後，托勒密十世在前101年10月與貝勒尼基三世結婚，她可能是托勒密九世和克麗奧佩脫拉·塞勒涅一世的女兒，他們可能有一個女兒克麗奧佩脫拉五世。
| 名字             | 圖像 | 出生             | 死亡      | 備註                                                                                     |
| ---------------- | ---- | ---------------- | --------- | ---------------------------------------------------------------------------------------- |
| 托勒密十一世     |      | 約前105年        | 前80年4月 | 前80年4月成為母親貝勒尼基三世的共治王幾天。                                              |
| 克麗奧佩脫拉五世 |      | 約前100年–前95年 | 前57年    | 前79年—前69年嫁給堂兄托勒密十二世並成為共治女王，在前58年—前59年間與女兒貝勒尼基四世共治 |

## 註腳
1. 1 2 3 4 5 6 7  Bennett, Chris. . Egyptian Royal Genealogy.   [13 November 2019]. （原始内容存档于2022-01-01）.
2. ↑  Hölbl 2001，第172-203頁
3. 1 2  查士丁, Epitome of Pompeius Trogus 39.3.1
4. ↑  保薩尼亞斯 1.9.1
5. 1 2 3  Hölbl 2001，第204-205頁
6. ↑  Bennett, Chris. . Egyptian Royal Genealogy.   [12 November 2019]. （原始内容存档于2022-08-07）.
7. ↑  .   [2022-09-29]. （原始内容存档于2022-09-29）.
8. ↑  Ptolemy VI Philometor （页面存档备份，存于） and Cleopatra II （页面存档备份，存于） at Livius.org
9. ↑  查士丁 39.3.2
10. ↑  Bennett, Chris. . Egyptian Royal Genealogy.   [12 November 2019]. （原始内容存档于2022-01-01）.
11. ↑  查士丁, Epitome of Pompeius Trogus 39.4.1; 保薩尼亞斯 1.9.2
12. ↑  Ptolemy Soter II and Ptolemy Alexander I at LacusCurtius — (Chapter XI of E. R Bevan's House of Ptolemy, 1923)
13. ↑  Hölbl 2001，第206-207頁
14. 1 2  Bennett, Chris. . Egyptian Royal Genealogy.   [12 November 2019]. （原始内容存档于2022-09-29）.
15. ↑  斯特拉波, Geography 17.1.8
16. 1 2 3  Bennett, Chris. . Egyptian Royal Genealogy.   [12 November 2019]. （原始内容存档于2022-09-29）.
17. ↑  西西里的狄奧多羅斯, Bibliotheca 34/35.39a; 查士丁 39.4.1-2
18. ↑  Bennett, Chris. . Egyptian Royal Genealogy.   [12 November 2019]. （原始内容存档于2022-08-07）.
19. 1 2 3  Hölbl 2001，第207–210頁
20. ↑  約瑟夫斯 Antiquities of the Jews 13.324-364
21. 1 2  查士丁 39.4.1-2
22. ↑  Bennett, Chris. . Egyptian Royal Genealogy.   [2022-10-06]. （原始内容存档于2022-09-30）.
23. ↑  保薩尼亞斯 1.9.3
24. ↑  波菲利 FGrH 260 F2.9;
25. ↑  斯特拉波 Geography 17.1.8
26. ↑  Porphyry FGrH 260 F2.8-9; 查士丁 Epitome of Pompeius Trogus 39.5; 保薩尼亞斯
27. ↑  Bennett, Chris. . Egyptian Royal Genealogy.   [2022-10-06]. （原始内容存档于2022-01-01）.
28. ↑  Hölbl 2001，第211頁
29. ↑  西塞羅, Agr. 1.1, 2.41-42
30. ↑  Hölbl 2001，第211-213頁
31. ↑  C. J. Bennett, Anc. Soc. 28 (1997) 39, 55
32. ↑  Porphyry 165
33. ↑  Bennett, Chris. . Egyptian Royal Genealogy.   [12 November 2019]. （原始内容存档于2022-08-07）.